# Lyndsay O'Donnell
Pour les articles homonymes, voir O'Donnell.
Pas d'image ? Cliquez ici

a Compétitions nationales et continentales officielles uniquement.

b Matchs officiels uniquement.
Lyndsay O'Donnell, née le 21 juin 1993 à Stirling (Écosse), est une joueuse internationale écossaise de rugby à XV évoluant aux postes de deuxième ligne et de troisième ligne aile.

## Biographie
Lyndsay O'Donnell naît le 21 juin 1993 à Stirling en Écosse.
Elle commence la pratique du rugby à XV au sein du Stirling County RFC puis du Alloa RFC. En 2011, elle part en Angleterre pour étudier la physiothérapie au sein de l'université de Worcester et rejoint le club des Worcester Valkyries (en) avec qui elle remporte le Championnat d'Angleterre en 2013,.
Elle connaît sa première cape internationale avec l'équipe d'Écosse lors du Tournoi des Six Nations 2013 face à la France.
En 2019, elle est nommée capitaine de son club,.
En 2022, elle évolue toujours en club aux Worcester Warriors (anciennement Worcester Valkyries). Elle compte 16 sélections en équipe d'Écosse quand elle est retenue en septembre 2022 pour disputer la Coupe du monde en Nouvelle-Zélande.
Début février 2023, elle rejoint les Bristol Bears pour un prêt jusqu'à la fin de la saison.
Puis, en février 2024, elle annonce prendre sa retraite sportive.
En parallèle de sa carrière sportive, elle est physiothérapeute,.

## Palmarès
- Vainqueur du Championnat d'Angleterre en 2013 avec les Worcester Valkyries (en).